# Schumski-Bucht
Die Schumski-Bucht (englisch Shumskiy Cove) ist eine Bucht im Nordwesten der Arrowsmith-Halbinsel an der Loubet-Küste des Grahamlands auf der Antarktischen Halbinsel. Sie ist vom südlichen Teil der Hanusse-Bucht umgeben.
Der Falklands Islands Dependencies Survey kartierte sie anhand von Vermessungen und Luftaufnahmen aus den Jahren zwischen 1956 und 1959. Das UK Antarctic Place-Names Committee benannte sie 1960 nach dem sowjetischen Glaziologen Pjotr Alexandrowitsch Schumski (1915–1988), Autor eines Standardwerks zur Petrologie des Eises und leitender Wissenschaftler auf der Mirny-Station im antarktischen Winter 1956.